# Atlético dos Arcos
Atlético dos Arcos ist ein portugiesischer Fußballverein aus dem im Norden des Landes gelegenen Arcos de Valdevez.

## Geschichte und Hintergrund
Atlético dos Arcos wurde 2012 gegründet und sieht sich in der Tradition des 2009 aufgrund finanzieller Probleme vom Spielbetrieb zurückgezogenen und später aufgelösten CA Valdevez. Der Klub nahm den Spielbetrieb im regionalen Ligabetrieb auf und erreichte 2016 die höchste regionale Spielklasse, in der die Mannschaft den Durchmarsch in das drittklassige Campeonato de Portugal als niedrigste landesweit organisierter Spielklasse. Am Ende der Spielzeit 2017/18 verpasste sie dort jedoch den Klassenerhalt. 2024 schaffte der Klub den Wiederaufstieg in die Spielklasse, die aufgrund der zwischenzeitlichen Einführung der Liga 3 die vierthöchste Spielklasse Portugals ist.
Der Klub trägt seine Heimspiele im Estádio Municipal da Coutada aus, das bereits dem Vorgängerverein als Stadion diente und 1900 Zuschauern Platz bietet.